# Mezzo Mix
Mezzo Mix (Меццо Мікс) – бренд напоїв компанії Coca-Cola, відомий своїм поєднанням коли та апельсина. Вперше представлений у Західній Німеччині в 1973 році. Напій популярний в німецькомовних країнах. Перший бренд цього типу напоїв був представлений німецькою пивоварнею Riegele в 1965 году під назвою Spezi (Шпéці), який випускається по теперішній час.

## Ринок
Mezzo Mix офіційно продається та виробляється лише в Німеччині, Швейцарії таАвстрії, але були випадки, коли напій можна було побачити в Бельгії та інших країнах. Слоган бренду перекладається як «Кола цілує апельсин».

## Різновиди
У 1990-х роках існувало два види Mezzo Mix: апельсиновий та лимонний. Останій був непопулярний і його виробництво було знято, але у 2003 році на ринок знову вийшла кола зі смаком лимона. У липні 2007 року Mezzo Mix Zero був представлений у Німеччині як низькокалорійний варіант. На початку 2013 року, приблизно на День святого Валентина, у Німеччині був представлений Mezzo Mix Berry Love. Замість апельсинового смаку, це малиновий смак, змішаний з колою. Це був лімітований випуск, доступний лише у лютому. Він був знову випущений на початку 2014, 2015 та 2025 років.

### Mezzo Mix (Апельсин)
Склад: Вода, цукор, фруктоза, апельсиновий сік з концентрату апельсинового соку (1,5%), вуглекислота, барвник E 150d, підкислювач лимонна кислота, яблучна кислота; ароматизатор, ароматизатор кофеїн, стабілізатор E 412.

### Mezzo Mix Zero (Апельсин без цукру)
Склад: Вода, апельсиновий сік з концентрату апельсинового соку (1,5%), вуглекислота, підкислювач лимонна кислота, барвник E 150d, підсолоджувачі (цикламат натрію, аспартам, ацесульфам K), регулятор кислотності цитрат натрію, ароматизатор, ароматизатор кофеїн, стабілізатор E 412. Містить джерело фенілаланіну.

### Mezzo Mix Berry Love (Ягоди)
Склад: вода, цукор, сік червоної смородини з концентрату соку червоної смородини (0,7%), вугільна кислота, малиновий сік з концентрату соку малини (0,3%), підкислювач лимонна кислота, карамельний барвник, ароматизатор, кофеїн

## Зовнішні посилання
- Офіційний сайт (нім.)